# Campioni italiani assoluti di atletica leggera indoor - Staffetta femminile
Questa pagina raccoglie un elenco di tutte le campionesse italiane dell'atletica leggera nelle staffette indoor.
Nella storia dei campionati italiani indoor, la staffetta si è svolta in diverse modalità: nella prima edizione del 1970 si corse la staffetta 3×2×1 giro; nel 1971, 1972 e 1973 si disputarono le staffette 3×1 giro e 3×2 giri. Dal 1974 al 1984 si corse la staffetta 4×2 giri, dove ogni atleta percorreva 400 metri.
Dal 1985 al 1997 le staffette vennero escluse dalla manifestazione, ma a partire dal 1998, e fino ad oggi, il programma dei campionati italiani assoluti di atletica leggera indoor comprende la staffetta 4×1 giro, nella quale ogni atleta percorre 200 metri.

## Albo d'oro
| Staffetta          | Anno      | Società (atleti)                                                                                     | Prestazione           |
| ------------------ | --------- | --- | --------------------- |
| 3×2×1 giro         | 1970      | Snia Libertas Torino Franca Di Meglio T. Salasco Bruna Lovisolo                                      | 3'06"9(m)             |
| Staffetta 3×1 giro | 1971      | Snia Libertas Torino Magalì Vettorazzo Franca Di Meglio M.T. Mango                                   | 1'17"3(m)             |
| Staffetta 3×2 giri | 1971      | Snia Libertas Torino T. Salasco Zina Boniolo G. Pipitone                                             | 2'58"4(m)             |
| Staffetta 3×1 giro | 1972      | Libertas San Saba Roma Antonella Battaglia Luigina Tonelli Laura Nappi                               | 1'17"0(m)             |
| Staffetta 3×2 giri | 1972      | Fiat Torino D. Taioli Margherita Grassano Daniela Gregorutti                                         | 2'59"1(m)             |
| Staffetta 3×1 giro | 1973      | Libertas San Saba Roma Laura Nappi Luigina Tonelli Antonella Battaglia                               | 1'16"2(m)             |
| Staffetta 3×2 giri | 1973      | Alco Torino O. Perrone Franca Di Meglio Zina Boniolo                                                 | 2'59"8(m)             |
| Staffetta 4×2 giri | 1974      | Libertas San Saba Roma Luigina Tonelli M. Leone Annunziata Abroglini C. De Jacobis                   | 3'59"1(m)             |
| Staffetta 4×2 giri | 1975      | SNIA Milano Maria Grazia Zuliani Daniela Paredi A. Olivieri Rita Bottiglieri                         | 3'52"6(m)             |
| Staffetta 4×2 giri | 1976      | SNIA Milano Maria Grazia Zuliani Alma Pescalli Loredana Alzati Rita Bottiglieri                      | 3'51"09               |
| Staffetta 4×2 giri | 1977      | Fiat OM Brescia Donata Guatta N. Tozzi Daniela Gregorutti Rita Bottiglieri                           | 3'49"31               |
| Staffetta 4×2 giri | 1978      | Fiat OM Brescia D. Taioli N. Tozzi Rita Bottiglieri A. Carli                                         | 3'52"6(m)             |
| Staffetta 4×2 giri | 1979      | CUS Roma M.G. Filigrani Antonella Capriotti M.G. Venanzi Giuseppina Cirulli                          | 3'50"4(m)             |
| Staffetta 4×2 giri | 1980      | SNIA Milano Rossana Lombardo Lucia Tampellini Marina Favaro Renata Capitanio                         | 3'47"9(m)             |
| Staffetta 4×2 giri | 1981      | Iveco Brescia Manuela Enrietto Marinella Signori A. Carli Erica Rossi                                | 3'52"71               |
| Staffetta 4×2 giri | 1982      | CUS Firenze Cristina Beneforti Gianna Michelucci Cristina Ugolini Gianna Lanzini                     | 3'58"14               |
| Staffetta 4×2 giri | 1983      | Csai Torino Paola Barberis Gianfranca Bellardone Simonetta Callegari V. Fontan                       | 3'56"89               |
| Staffetta 4×2 giri | 1984      | Iveco Torino Franca Pozzi Simonetta Callegari Cosetta Campana Erica Rossi                            | 3'45"51               |
| 1985-1997          | 1985-1997 | Gara non in programma                                                                                | Gara non in programma |
| Staffetta 4×1 giro | 1998      | Snam Elena Sordelli Manuela Grillo Nicoletta Albini Manuela Levorato                                 | 1'38"02               |
| Staffetta 4×1 giro | 1999      | CUS Universo Bologna Annarita Luciano Donatella Dal Bianco L. Galligani Valentina Boffelli           | 1'37"85               |
| Staffetta 4×1 giro | 2000      | Ginnastica Comense 1872 L. Parisi Loredana Cimarelli N. Frigerio Virna De Angeli                     | 1'39"86               |
| Staffetta 4×1 giro | 2001      | SAI Assicura Anita Pistone Daniela Sellitto Nicoletta Nobili Daniela Graglia                         | 1'38"14               |
| Staffetta 4×1 giro | 2002      | Atletica Camelot Anita Pistone Marta Avogadri Elena Sordelli Manuela Levorato                        | 1'37"53               |
| Staffetta 4×1 giro | 2003      | Gruppo Sportivo Forestale Manuela Grillo Maria Luigia Panzarino Monika Niederstätter Patrizia Spuri  | 1'36"71               |
| Staffetta 4×1 giro | 2004      | Gruppo Sportivo Forestale Manuela Grillo Maria Luigia Panzarino Anna Pane Patrizia Spuri             | 1'38"97               |
| Staffetta 4×1 giro | 2005      | Fondiaria SAI Atletica Chiara Gervasi Benedetta Ceccarelli Eleonora Smargiassi Daniela Graglia       | 1'39"54               |
| Staffetta 4×1 giro | 2006      | Gruppo Sportivo Forestale Manuela Grillo Anna Pane Giulia Arcioni Maria Enrica Spacca                | 1'38"40               |
| Staffetta 4×1 giro | 2007      | Gruppo Sportivo Forestale Manuela Grillo Valentina Boffelli Giulia Arcioni Maria Enrica Spacca       | 1'38"51               |
| Staffetta 4×1 giro | 2008      | Centro Sportivo Esercito Chiara Bazzoni Marta Milani Stefania Ferrante Daniela Graglia               | 1'37"27               |
| Staffetta 4×1 giro | 2009      | Gruppo Sportivo Forestale Manuela Grillo Maria Enrica Spacca Martina Giovanetti Giulia Arcioni       | 1'36"55               |
| Staffetta 4×1 giro | 2010      | Gruppo Sportivo Forestale Flavia Arcioni Maria Enrica Spacca Martina Giovanetti Giulia Arcioni       | 1'38"28               |
| Staffetta 4×1 giro | 2011      | Atletica Camelot Marta Maffioletti Eleonora Sirtoli Martina Fugazza Michela D'Angelo                 | 1'38"50               |
| Staffetta 4×1 giro | 2012      | Gruppo Sportivo Forestale Gloria Hooper Maria Enrica Spacca Giulia Arcioni Martina Giovanetti        | 1'36"40               |
| Staffetta 4×1 giro | 2013      | Centro Sportivo Esercito Ilenia Draisci Anna Laura Marone Francesca Doveri Chiara Bazzoni            | 1'37"72               |
| Staffetta 4×1 giro | 2014      | Gruppo Sportivo Forestale Gloria Hooper Giulia Arcioni Anna Bongiorni Maria Enrica Spacca            | 1'37"10               |
| Staffetta 4×1 giro | 2015      | Centro Sportivo Esercito Ilenia Draisci Maria Benedicta Chigbolu Raphaela Lukudo Chiara Bazzoni      | 1'37"80               |
| Staffetta 4×1 giro | 2016      | Centro Sportivo Esercito Ilenia Draisci Chiara Bazzoni Raphaela Lukudo Irene Siragusa                | 1'38"01               |
| Staffetta 4×1 giro | 2017      | Centro Sportivo Esercito Raphaela Lukudo Maria Benedicta Chigbolu Chiara Bazzoni Irene Siragusa      | 1'36"21               |
| Staffetta 4×1 giro | 2018      | Centro Sportivo Carabinieri Anna Bongiorni Maria Enrica Spacca Giulia Latini Elisa Di Lazzaro        | 1'36"88               |
| Staffetta 4×2 giri | 2019      | Centro Sportivo Esercito Valentina Cavalleri Chiara Bazzoni Marta Milani Maria Benedicta Chigbolu    | 3'43"97               |
| Staffetta 4×2 giri | 2020      | Centro Sportivo Esercito Chiara Bazzoni Raphaela Lukudo Valentina Cavalleri Maria Benedicta Chigbolu | 3'40"81               |
| Staffetta 4×2 giri | 2021      | Centro Sportivo Esercito Alice Mangione Valentina Cavalleri Marta Milani Raphaela Lukudo             | 3'38"42               |
| Staffetta 4×2 giri | 2022      | Bracco Atletica Maya Bruney Alessandra Bonora Alessandra Iezzi Giancarla Trevisan                    | 3'39"14               |
| Staffetta 4×2 giri | 2023      | CUS Pro Patria Milano Ilaria Burattin Serena Troiani Alexandra Troiani Virginia Troiani              | 3'39"84               |